# Вильджюнас, Владас
Вла́дас Вильджю́нас (Владас Казевич Вильджюнас, лит. Vladas Vildžiūnas; 12 декабря 1932, Дабужяй Аникщяйского района — 29 октября 2013, Вильнюс) — советский и литовский скульптор и медальер, автор ряда значительных памятников в Вильнюсе и других городах Литвы; лауреат Государственной премии Литовской ССР (1976), Премии Правительства Литовской Республики в области культуры и искусства (2003), Национальной премии Литвы по культуре и искусству (2012).

## Биография
В 1952 году окончил школу в Аникщяй. Учился в Вильнюсском художественном институте (ныне Вильнюсская художественная академия), был учеником скульптора Юозаса Микенаса (1901—1964). Обучение закончил в 1958 году, но незадолго до защиты дипломной работы был исключён из института за организацию сбора подписей студентов под петицией, требующей возвращения проспекту в Вильнюсе, названного именем Сталина, имени князя Гедиминаса и установки памятника князю Гедиминасу. Диплом получил благодаря Микенасу в 1960 году.
Работал преподавателем в вильнюсской Школе искусств имени Чюрлёниса (1964—1969). Был заведующим кафедрой скульптуры Вильнюсской художественной академии (1988—1994); доцент (1991).
Умер 29 октября 2013 года, похоронен на кладбище Ерузалес в Вильнюсе.

## Творчество

Барбора Радвилайте (улица Вокечю, Вильнюс)

С 1957 года участвовал в выставках в Литве и за рубежом. Важнейшие персональные выставки: в Вильнюсе (с женой М. Ладигайте-Вильджюнене, 1964, 1977, 1998, 2007), Нью-Йорке (1977, 2012), Чикаго и Лос-Анджелесе (1977), Аникщяй (2008, 2013).
Скульптурные произведения установлены в различных городах Литвы, Венгрии, Соединённых Штатов, а также в Воркуте — памятник ссыльным литовцам.
Среди ранних произведений — скульптура «Три короля» в Каунасе (1968).
В 1969 году скульптор создал камерную деревянную скульптуру «Литовская баллада». Спустя несколько лет, в 1973 году, её вариант был воплощён в декоративной скульптурной композиции, установленной неподалёку от Кафедрального собора Святого Станислава в Вильнюсе (архитектор Гядиминас Баравикас). Композиция установлена на невысокой насыпанной и озеленённой горке на расстоянии около 25 м от Кафедрального собора и образована тремя бюстами бородатых старцев (эстонский доломит, высота 3 м). В скульптурах заметно влияние литовской народной деревянной скульптуры. Черты расположенных кругом, спиной или затылком к центру, бюстов с едва обозначенными плечами почти одинаковы и отличаются лишь деталями и выраженными ими нюансами настроений. Пропорции лиц деформированы, с подчёркнутыми веками и удлинёнными носами. Отчётливая волнистость рельефа создаёт контрастную игру света и тени, выражающую внутреннее напряжение.
В тот же период скульптором был создан памятник поэтессе Саломее Нерис, которому также предшествовал камерный вариант. Бронзовая скульптура памятника на высоком постаменте была установлена к 70-летию со дня рождения поэтессы на улице Вильняус в Вильнюсе, рядом со школой имени Саломеи Нерис (1974; архитекторы Гядиминас Баравикас, Гитис Рамунис).
К наиболее известным работам Вильджюнаса относится памятник М. К. Чюрлёнису в Друскининкай (1975, архитектор Р. Дичюс), выделявшийся в 1970-е годы смелыми новаторскими формами и отмеченный республиканской Государственной премией в 1976 году.

Динамичные обобщённые массы бронзовой портретной скульптуры, словно растение, растение, вырастают из земли и постепенно раскрываются в пространстве, олицетворяя собой идеи творческого гения художника и композитора Чюрлёниса.

Другие известные произведения Вильджюнаса — скульптура «Птичье божество» в парке скульптур Калифорнийского университета в Лос-Анджелесе (1977), статуя Барбары Радзивилл в Вильнюсе (1979), памятник архитектору Лауринасу Стуоке-Гуцявичюсу в Вильнюсе (1984).
Автор юбилейной монеты 50 литов, посвящённой 600-летию обоснования татар и караимов в Литве (1997).
Вильджюнас создал также надгробные памятники на кладбище Расу в Вильнюсе — на могилах Пятраса Вайчюнаса (1963), Казиса Боруты (1970), Винцаса Миколайтиса-Путинаса (1978), а также на Пятрашюнском кладбище в Каунасе — на могилах Марии Гимбутене (1994), Александраса Штормаса (2003).

## Награды и звания
Лауреат Государственной премии Литовской ССР (1976, за памятник М. К. Чюрлёнису в Друскининкай).
Лауреата Премии Правительства Литовской Республики в области культуры и искусства (2003).
10 декабря 2012 года, накануне своего 80-летия, был объявлен лауреатом Национальной премии Литвы по культуре и искусству (наряду с литературоведом семиотиком Кястутисом Настопкой, архитектором Эугениюсом Милюнасом, дирижёром Модестасом Питренасом, художником Жильвинасом Кямпинасом, сценографом Виталиюсом Мазурасом; размер премии составляет 104 тысячи литов).